# Kaahumanu

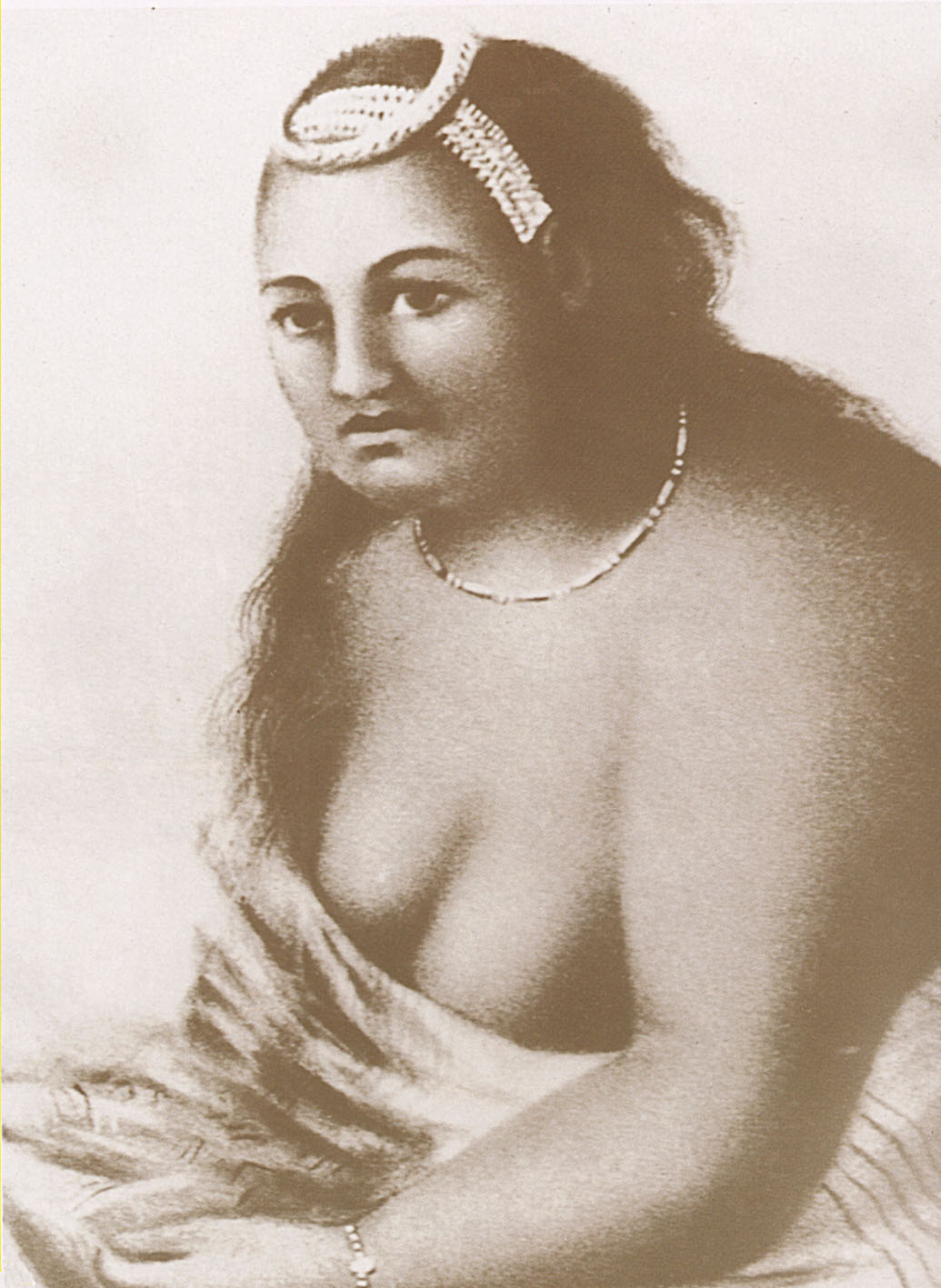
Kaʻahumanu.

Kaʻahumanu (c. 1768 - 1832) a fost regină consort și regentă a Regatului Hawaii. A fost soția favorită a regelui Kamehameha I și, de asemenea, o puternică figură politică. Ea a continuat să exercite o putere considerabilă în calitate de co-conducător în regat în timpul domniei primilor doi succesori.
Tatăl ei, Namahana Keʻeaumoku, a fost sfetnicul regelui  Kamehameha I, cu care Kaʻahumanu se va căsători la vârsta de 13 ani. Regele Hawaiului avea mai multe neveste, Kaahumanu devine favorita regelui care o compară cu floarea „Lehau”, ea a fost care l-a încurajat pe rege să pornească războiul pentru unirea Hawaiului.